# Claude Schürr
Pour les articles homonymes, voir Schürr.
Claude Schürr, né le 26 mars 1921 place des Vosges à Paris 4e et mort le 28 novembre 2014 à Cannes, est un peintre et lithographe français de l'École de Paris.
Il est le frère du critique d'art Gérald Schurr (1915-1989)).

## Biographie
Fils de Julien Schürr-Linovski, industriel d'ascendance polonaise, et de Suzanne Weissenthaner, nancéienne, peignant dès l'âge de sept ans, Claude Schürr confie : « J'ai toujours su que je peindrais car l'idée de faire autre chose ne m'est jamais venue à l'esprit ». C'est dès l'âge de treize ans qu'il « suit des cours du soir où il apprend à dessiner des nus et à faire des moulages de plâtre » puis, après le lycée Pasteur de Neuilly-sur-Seine (il conservera de ces jeunes années le souvenir d'« un professeur de dessin extraordinaire, Monsieur Lesbounit, auquel il devra tant ses progrès accomplis que son propre attachement à l'enseignement »), il étudie dans les ateliers de Nicolas Untersteller et de Fernand Sabatté à l’École nationale supérieure des beaux-arts de Paris de 1938 à 1942.

Dans un entretien avec Isabelle Eichenberger, Claude Schürr évoque son vécu de la Seconde Guerre mondiale où son jeune âge lui évite la mobilisation : 

« Il se trouve que la guerre, dont je n'ai pas eu à souffrir moi-même, m'a cependant marqué de son climat de mysticisme, d'angoisse et de rigueur, elle a transformé complètement la peinture que je faisais en une chose très spirituelle, pleine de retenue. Ce qui fait que je ne regrette pas ces événements si funestes, car sans la guerre, je serais probablement devenu informel. Elle m'a imposé une discipline et petit à petit, je suis revenu à ma vraie peinture. »

De 1949 à 1950, il séjourne à Madrid en tant que pensionnaire de la Casa de Velázquez. Alors qu'à partir de 1950 son atelier est situé rue Émile-Allez, Claude Schürr devient professeur à l’Académie Julian à Paris en 1952, puis professeur à l’École nationale supérieure des arts appliqués et des métiers d'art en 1956. Il est membre du jury de l'École nationale supérieure des beaux-arts de 1962 à 1968, puis crée avec Jean-Maxime Relange l’Académie de Port-Royal en 1969.

## Œuvre

### Style
Le style de Claude Schürr est fréquemment décrit comme une synthèse entre le cubisme et l'impressionnisme, entre l'abstraction et la figuration. « Ses œuvres sont avant tout l'expression d'une recherche de modernité qui s'exprime avec une forte personnalité et beaucoup d'indépendance ».
« L'homme est aussi coloré que son œuvre. Son humour très anglais et sa prestance l'ont fait remarquer par Jacques Tati qui l'a fait tourner dans un de ses films[Lequel ?] » se souvient-on à l'Académie Julian.
« Dans le sillage du post-cubisme, perçoit Lydia Harambourg, Schürr compose la toile à partir de facettes colorées dont l'imbrication souligne les qualités de dessinateur qui participent à la structure solide de ses sujets : des nus, des intérieurs, et surtout des paysages que lui inspirent ses nombreux voyages dans les pays d'Europe. Sa palette joue sur des tons vifs et contrastés, dont la dominante chaude ou froide est en rapport avec le thème du tableau ».
Claude Schürr confie lui-même : « c'est à partir des taches de couleur que je trouve mon sujet. Le sujet, en effet, m'est finalement indispensable : la peinture pure et dépourvue de signes m'irrite autant que la peinture figurative où le signe et l'anecdote sont trop éloquents ».

### Contributions bibliophiliques
- Sous la direction de Philippe Cara Costea, Sujet no 5 - Autoportraits, portefeuille de sérigraphies originales, contient dix autoportraits sérigraphiés par Philippe Cara Costea, Nicolas Carrega, Paul Collomb, Daniel du Janerand, Bernard Lorjou, Yvonne Mottet, Orlando Pelayo, Claude Roederer, Gaëtan de Rosnay et Claude Schürr, tirage limité à deux cents exemplaires, La Jeune Peinture, 1951.
- Julien Green, Le voyageur sur la terre, Le Livre de Poche, 1956, couverture par Claude Schürr.
- Louise de Vilmorin, Le lit à colonnes, suivi de La lettre dans un taxi, illustrations de Claude Schürr, Club des amis du livre, Loos-lez-Lille, 1961.
- Les Sept Péchés capitaux, catalogue Grands vins Nicolas, illustré de peintures de Claude Schürr, 1964.
- Marie Mauron, Provence, terre des dieux, ouvrage illustré de 19 lithographies originales de Claude Schürr, Éditions d'art H. Piazza, Paris, 1965.
- Marcel Aymé, La Jument verte, Le Livre de Poche, 1965, couverture par Claude Schürr.
- Pierre Benoit, Œuvres complètes en 14 volumes, au tome IV : Jamrose, roman préfacé par Francis Didelot et illustré par Claude Schürr, Cercle du bibliophile, 1967-1968.
- Claude Schürr, Port-Royal en couleurs, illustrations de Claude Schürr, Foyer international d'accueil de Paris, 1976.

### Création de médailles
- Monnaie de Paris, médaille au coléoptère créée par Claude Schürr, dédiée à Robert Humblot[12].
- Médaille pour l'Académie des lettres, arts et sciences de Neuilly-sur-Seine.
- La Nièvre, médaille en bronze.

### Œuvres murales
- Paquebot Clément-Ader[13].
- Paquebot Raymond-Poincaré[13].
- Paquebot Maréchal-Foch[13].
- Paris, Studio Harcourt[13].
- Université Nice Sophia Antipolis[13].
- Neuilly-sur-Marne, hôpital de Ville-Évrard[2].
- École de Vincennes-Sud (céramique)[2].

### Collections publiques

#### Algérie
- Musée d'Alger, Le Tréport, huile sur toile[14].

#### Belgique
- BAL (musée des Beaux-Arts), Liège.

#### France
- Musée des beaux-arts d'Angers, Les Bigoudens, huile sur toile, 1957[14].
- Musée des Beaux-Arts de Caen.
- Musée Goya, Castres, Vue de l'Escorial, huile sur panneau, 1950[14].
- Musée de Louviers, Le port de Dunkerque, huile sur toile , 1952[14].
- Musée d'art moderne de la ville de Paris[14] : 
  - Bateaux blancs à Guilvinec, huile sur toile 65x92cm.
  - Avenue Henri-Martin, huile sur toile, 116x81cm.
  - Nature morte aux poissons, huile sur toile.
- Musée national d'art moderne, Paris, La mère de l'artiste, huile sur toile, 1945[14].
- Musée du Luxembourg, Paris.
- Fonds national d'art contemporain, dont dépôts :
  - Résidence Jean-Zay, Antony, Le pont de Sèvres, huile sur toile, 1949[14].
  - Ambassade de France, Berne.
  - Musée du château de Blois, Les huîtres, huile sur toile, 1954[14].
  - Ambassade de France, Djakarta, Cascade à Sospel, huile sur toile, 1961[14].
  - Hôtel de ville de Paris.
  - Ministère des affaires étrangères, Paris.
  - Ministère du travail, Paris.
  - Cour de cassation, Paris.
  - Direction de l'architecture et de l'urbanisme, Paris, La Baule, huile sur toile, 1955[14].
  - Mairie de Plouha, Nevers, huile sur toile, 1953[14].
  - Ambassade de France, Santiago du Chili, Canal à Paris, huile sur toile, 1948[14].
- Musée des beaux-arts Denys-Puech, Rodez, Le Guilvinec, huile sur toile, 1957[14].
- Collège technique de Saint-Malo, deux tapisseries[15].
- Musée du Domaine départemental de Sceaux.
- Musée Gaston-Rapin, Villeneuve-sur-Lot, Bateaux au Havre, huile sur isorel, 1950[14].
- Musée municipal Frédéric Blandin, Nevers, Vue de Nevers, « toile oubliée de la mairie de Plouha »[16].

#### Suisse
- Musée d'art de Pully[17].

## Expositions

### Expositions personnelles
- Galerie Bruno, Paris, 1946.
- Galerie Georges de Braux, Philadelphie, 1946.
- Galerie Chardin, Paris, juin 1959[18], juin 1967[19], 1979, juin 1981 (Lumières insolites)[20].
- Claude Schürr - Aquarelles, Galerie Badinier, Paris, 1967[19].
- Foyer international d'accueil de Paris, 1976.
- Promenade à Venise, Galerie Art 62, Cannes, septembre 1983[21].
- Galerie Gantois, Cannes, 1987, 1992, 1995, 2004, 2006.
- Ballade hollandaise (Amsterdam, La Haye, Dordrecht, Delft), trente-cinq toiles, Galerie Jean Tour, Paris, juin-juillet 1988[22].
- Galerie Madec, Quimper, juin 1989[23].
- Claude Schürr - Couleurs en fête, toiles récentes, Galerie Maig-Davaud, 41 rue de Seine, Paris, octobre-novembre 1989[24].
- Galerie Gantois, Nancy, 1990.
- Galerie d'art MBC, Saint-Germain-en-Laye, 1990.
- Galerie de l'Espace François-André, La Baule-Escoublac, 1991.
- Kenneth Raymond Gallery, Boca Raton, Floride, décembre 1991 - janvier 1992[25].
- Paysages de Bretagne, vues de Paris et de Rome, Galerie Le Breton, Paris, mars-avril 1992.
- Galerie Art 3, Paris, 1996.
- Galerie Daniel Bessesche, Paris, 2003.
- Rétrospective Claude Schürr, Palais de l'Europe, Menton, juin-septembre 2006[26].
- Galerie Les Artistes Témoins, Nancy, 2005, juin-août 2007, 2009, mai-juin 2012[27].
- Domaine perdu de Meyrals (Dordogne), juin-juillet 2009[28].
- Galerie Clémangis, Châlons-en-Champagne, juin 2012[29].
- Galerie des Sablons, Saint-Malo, juillet 2012[10],[4].

### Expositions collectives
- Salon des indépendants, Paris, à partir de 1940[30].
- Salon des moins de trente ans, Galerie Royale, Paris, 1941[13], novembre 1944.
- Salon des peintres témoins de leur temps, à partir de 1955.
- Artistes d'aujourd'hui, Musée d'art moderne de la ville de Paris, janvier 1955.
- L'École de Paris, Galerie Charpentier, Paris, 1957[2].
- Dix peintres français autour de Jacques Villon, Palais de la Méditerranée, Nice, janvier-février 1961[31].
- Salon d'automne, 1942, 1943, 1944, 1945, 1946, 1947, 1952, 1953, 1954, 1955, 1956, 1957, 1959, 1960, 1962, 1963, 1965, 1969, 1970, 1971, 1972, 1973, 1975, 1976, 1977, 1980, 1981, 1982, 1984, 1985, 1986, 1987, 1988, 1989, 1990, 1991[32].
- Dix peintres et le livre, Hôtel des archevêques de Sens, Paris, janvier 1971[33].
- Claude Schürr et Paul Charlot, Galerie Traiz, Versailles, novembre 1976[34].
- Les peintres de la Marine font escale à l'Assemblée nationale, Assemblée nationale, Paris, septembre-octobre 2001[35].
- 25e Carrefour des Arts - Les peintres de l'air et de l'espace, Lalouvesc, juillet-août 2013[36].

## Réception critique
- « Il continue d'opposer ce qu'il appelle les "présences" aux "évidences". Une assiette blanche sur une nappe blanche, c'est ce qu'il désigne par le mot présence. Les objets se distinguent à peine ; on sent seulement qu'ils sont là. Les contrastes d'une nappe blanche et d'un fond sombre, c'est ce qu'il nomme une évidence ; ce contraste s'impose à la vue comme une évidence s'impose à l'esprit. » - Connaissance des arts[37]
- « Une construction solide, raffinée ; un monde poétique, tout de fraîcheur, dénotant une profonde joie de vivre confirmée par une palette aux teintes délicates, presque pastellisées, et dans laquelle dominent les bleus, les violets et les mauves. L'art de Claude Schürr est remarquablement équilibré.. Une peinture large, sans mesquinerie, heureuse. » - Henry Galy-Carles[18]
- « Les paysages vibrants, dynamiques, complexes, dans leurs volumes imbriqués, recueillis en Provence et sur la côte bretonne par Claude Schürr : une vision toujours inattendue, synthétique et rythmée, une lumière comme domptée qui assure une construction de symphonie à ces compositions ruisselantes de couleurs. » - Gérald Schurr[34]
- « Claude Schürr appréhende le réel dans un style très personnel qui synthétise la forme, analyse le chromatisme et se résout dans une symphonie de tons irisés, dans des vibrations qui confèrent à ses compositions une ambiance de fête onirique. » - Gérald Schürr[38]
- « Schürr apparaît fougueux, coloriste, gratifié d'un don sacré […] Il pénètre le secret du mystère et de l'harmonie de la vie et il connaît l'enthousiasme des sens. » - Hugues de la Touche, conservateur des musées de Menton[26]
- « Du sujet, Schürr ne retient que l'essentiel : lignes et formes. La synthèse entre formel et informel, figuration et abstraction, domine son œuvre. Je suis figuratif, mais je ne le serais pas de la même manière si les abstraits n'avaient pas existé précise-t-il. » - Lydia Harambourg[11]

## Décorations
- Chevalier de l'ordre des Arts et des Lettres (1975)[réf. nécessaire]
- Chevalier de l'ordre national du Mérite[réf. nécessaire]

## Prix et distinctions
- Prix Antral (1948)[réf. nécessaire]
- Prix de la Casa de Velázquez (1949)[réf. nécessaire]
- Premier prix national de peinture (1950)[réf. nécessaire]
- Peintre officiel de la Marine (1981)[39],[40]
- Peintre officiel de l'Air et de l'Espace (1986)

## Élèves
- Pierre Cayol
- Janik Gilbert-Rabeuf de 1949 à 1951
- Lucie Rivel
- Simone Tiersonnier
- Barbara Alakia de 1969 à 1977